# Crossapol
Crossapol eller Crossapoll är en by på Hynish Bay, på ön Tiree, i Tiree civil parish, i Argyll and Bute, Skottland. Byn är belägen 5 km från Scarinish. Orten hade 101 invånare år 1971.